# Digital Public Library of America

Logo

La Digital Public Library of America (DPLA) è una biblioteca digitale statunitense nata nel 2013 con l'intento di unificare in un solo portale l'accesso a risorse digitalizzate da diverse istituzioni. Comprende collezioni di libri, immagini e materiale d'archivio di varia natura.

## Storia
Il progetto è nato nel 2010 per iniziativa di numerose biblioteche, università e fondazioni ed è stato sostenuto dal Berkman Center for Internet & Society dell'Università di Harvard e finanziato dalla Fondazione Alfred Sloan. L'avvio del portale è avvenuto il 18 aprile 2013.
Direttore esecutivo del progetto al momento del lancio è lo storico Dan Cohen, affiancato dall'amministratore delegato di Creative Commons Catherine Casserly, dal bibliotecario accademico Paul Courant, dallo storico Robert Darnton, dall'ex direttrice del progetto Library Partnerships per Google Libri Laura DeBonis, dal direttore della San Francisco Public Library Luis Herrera, dalla consulente per le biblioteche Jamie Hollier, da John Palfrey della Phillips Academy, dalla presidentessa della Boston Public Library Amy Ryan e dal professore di Media Studies Siva Vaidhyanathan..

## Contenuti
DPLA rappresenta il tentativo di creare una biblioteca nazionale digitale unica e su larga scala per gli Stati Uniti d'America che aggreghi e renda ricercabili le risorse digitalizzate da archivi, biblioteche e musei. Essa rende quindi accessibili materiali di diversa natura come libri, immagini, fotografie, opere d'arte e materiali d'archivio, facilitandone l'accesso sia per gli studiosi, sia per il grande pubblico, tramite interfacce di ricerca per parole chiave, per argomento, per data e per luogo geografico. Al momento del lancio, le maggiori istituzioni coinvolte risultano la Mountain West Digital Library, la National Archives and Records Administration, lo Smithsonian Institution, la Kentucky Digital Library, la Digital Library of Georgia e Internet Archive. Sono stati inoltre stretti accordi di collaborazione rispetto all'interoperabilità dei rispettivi contenuti con Europeana.
Oltre a essere una raccolta di risorse digitali e di strumenti di ricerca, il progetto si configura come piattaforma aperta per lo sviluppo di applicazioni da parte di partner commerciali e non profit. Dal punto si vista del copyright, i contenuti di DPLA sono in pubblico dominio e licenziati con una licenza Creative Commons CC0. Inoltre, il portale fornisce API (Application programming interface) che rendono tecnicamente possibile il riutilizzo e la ricombinazione dei dati e delle risorse contenute.